# The Eidolon
The Eidolon ist ein Computerspiel, das 1985 von Lucasfilm Games (heute LucasArts) 1985 für Heimcomputer der Atari-XL-Reihe entwickelt und für Apple II, Schneider CPC, Commodore 64, ZX Spectrum und MSX2-Systeme portiert wurde. Das Spiel ist einer der ersten Ego-Shooter der Computerspiel-Geschichte.
Bemerkenswert ist die Grafik des Spiels. Das Höhlensystem, in dem das Spiel angesiedelt ist, wird in Fraktalgrafik dargestellt. Die Grafikengine, die bereits im Vorgängerspiel Rescue on Fractalus Verwendung fand, wurde weiterentwickelt.

## Handlung
Der Spieler entdeckt in einem verlassenen Labor eine mysteriöse Maschine (das namensgebende „Eidolon“) aus dem 19. Jahrhundert. Der Erfinder Josef Agon hatte sie entwickelt, um den menschlichen Geist zu erforschen. Der Spieler wird durch die Maschine in sein eigenes Bewusstsein transferiert, das sich als Höhlensystem voller merkwürdiger Kreaturen darstellt. Innere Blockaden werden dort durch Drachen symbolisiert, die jeweils eine eigene Art von Magie repräsentieren.

## Spielprinzip und Technik
Im Spiel selbst muss man Monster erlegen und von diesen bewachte Edelsteine einsammeln. Diese Edelsteine werden für das Besiegen jenes Drachen benötigt, der den Ausgang zum nächsten Level bewacht. Während der Reise durch ein prozedural generiertes Höhlensystem muss man den Energielevel des Eidolon im Auge behalten. Um neue Energie zu tanken, kann das Eidolon in den Höhlen schwebende oder von Drachen abgegebene Energiebälle absorbieren. Weiterhin gibt es ein Zeitlimit, innerhalb dessen der Drache erlegt werden muss.

## Entwicklungs- und Veröffentlichungsgeschichte
Charlie Kellner, der Designer und Programmierer von The Eidolon, war vor seinem Wechsel zu Lucasfilm Games Anwendungsprogrammierer bei Apple gewesen. Der Spieledesigner David Fox warb ihn für Lucasfilm Games ab, wo Kellner zunächst als Programmierer an Rescue on Fractalus mitwirkte. Rescue on Fractalus spielte in einer Landschaft, die aus Bergen aus in Echtzeit erzeugter fraktaler Geometrie bestand. Kellners initiale Leistung bestand darin, die Berechnung von Bergen umzudrehen und so statt Bergen Höhlen zu erzeugen. Für diese neue Anwendung der Engine schrieb Kellner daraufhin das Skript zu einem Spiel, das den Arbeitstitel The Dragon Game trug und ein Schloss, ein Labyrinth und ein Höhlensystem enthielt und als zentrales Element Ritterturniere enthalten sollte. Aus technischen und zeitlichen Gründen musste das ursprüngliche Skript zusammengestrichen und auf die Erforschung eines Höhlensystems beschränkt werden. Als Hommage an den Schriftsteller H.G. Wells baute Kellner noch einige Science-Fiction-Elemente in das Skript ein. Der Name des Spiels rührte von seinem Interesse für Mythologie her; „Eidolon“ kommt aus dem Griechischen und bedeutet in etwa „Trugbild“. Für die gezeichneten Grafiken (zum Beispiel das Bedienfeld und die Charaktere) war Gary Winnick zuständig, der damals noch recht neu bei Lucasfilm Games und noch nicht mit Gamedesign betraut war. Mangels geeigneter Zeichenprogramme für den Atari malte Winnick seine Grafiken auf transparente Folie, klebte sie auf den Monitor und malte sie dann Pixel für Pixel ab. Die Animationen insbesondere der Endgegner stellten auf der wenig leistungsfähigen Hardware, die zur Verfügung stand, eine Herausforderung dar. Für das Endlevel mit seinem dreiköpfigen Drachen als Endgegner ließ sich Kellner durch das Arcade-Spiel Tempest inspirieren.

## Rezeption
Die deutsche ASM sah inhaltliche Anklänge an H. G. Wells’ Science-Fiction-Roman Die Zeitmaschine aus dem Jahr 1895. Redakteur Jürgen Borngießer lobte Grafik und Sound des Spiels, kritisierte aber, dass das Handbuch mehr verspreche, als das Spiel letztendlich halte, da die Idee des Spiels nicht übermäßig originell sei.
Das Spielemagazin Retro Gamer stellte 2019 in einer Retrospektive heraus, dass Winnicks Grafiken „Science-Fiction, Fantasy und das Surreale“ in sich vereinten.